# Friele zum Gensfleisch
Friele zum Gensfleisch (* um 1270 als Friele Rafit, † vor dem 6. Juni 1352) war ein Mitglied des Mainzer Patriziergeschlechts der Gensfleisch in Mainz. Er war ein führendes Mitglied des Mainzer Rates der Mainzer Geschlechter und wurde in die aufkeimenden Konflikte mit den aufstrebenden Zünften hineingezogen. Friele zum Gensfleisch war verheiratet und hatte zehn Kinder. In der früheren Forschung zur Genealogie der Familie Gensfleisch wurde Friele (Rafit) zum Gensfleisch als Stammvater des Geschlechts angesehen.
Friele zum Gensfleisch wurde um 1270 als Sohn von Friele zum Eselweck und dessen Frau Elisabeth wahrscheinlich in Mainz im Familienhof Rafit geboren und ist erstmals urkundlich Anfang 1305 nachweisbar. Anfangs trug er den gleichen Namen wie sein Großvater, Friele Rafit. Auch der Familienname Friele zum Eselweck ist überliefert, wobei die Eselweck ein direkter Teil der Gensfleisch-Familie waren.  Bis zum Tod seines Vaters, der zwischen 1321 und 1323 angesetzt wird, wurde er auch mit dem Zusatz „der Junge“ bezeichnet um ihn von seinem Vater zu unterscheiden. Ab 1330 übernahm er den Namen des neu erworbenen Hofes „zum Gensfleisch“ und nannte sich seitdem „Friele zum Gensfleisch“. Dieser Zuname wurde ab diesem Zeitpunkt in der Familie verwendet, bis er, zumindest teilweise, ab dem ersten Drittel des 15. Jahrhunderts durch den Zusatz „Zum Gutenberg“ (nach Erwerb des Hofes Zum Gutenberg) abgelöst wurde. Er war ein Lehensmann der Herren von Hanau und besaß neben mehreren Gebäuden in Mainz auch Güter in Astheim, Rudensheim und Pfungstadt.
Er war möglicherweise zweimal verheiratet. Seine erste Frau gehörte vielleicht dem Mainzer Patriziergeschlecht Zum Jungen an, worauf das Wappen der Familie auf der Grabplatte eines seiner Söhne deuten würde. Eine Ehefrau namens Katharina ist für die Jahre 1318 und 1323 nachweisbar, ebenso ein Stiefsohn, Peter von Oppenheim, für das Jahr 1338. Seine leiblichen Kinder hießen Agnes, Clara, Clas, Friele, Friele, Johann, Katharina, Peter und Wonne.
Vermutlich gehörte Friele zum Gensfleisch bereits 1330 dem Rat der Stadt an. Sicher bezeugt ist seine Ratszeit für den Zeitraum 1332 bis 1348. Damit erlebte Friele zum Gensfleisch fast von Beginn an die Konflikte mit den in den Rat der Geschlechter hineindrängenden Zunftmitgliedern. 1339 vermittelte er, zusammen mit Ludwig zum Steinen Haus, zwischen dem von ihnen vertretenen Rat und der Stadt Mainz und den Abgesandten des Domstifts, Friedrich von Greiffenklau und Klaus von Scharfenstein. Im Zuge von Unruhen ließ der Rat im Vorfeld der Stadt dem Domstift gehörende Häuser niederreißen. Friele von Gensfleisch konnte hier zusammen mit seinem Ratskollegen eine gütliche Einigung mit der kirchlichen Partei erzielen. Bei den vor allem ab 1326 eskalierenden Konflikten zwischen dem Rat und den Zünften hatte auch Friele materielle Verluste zu beklagen, blieb aber in der Stadt. Seine Söhne Henne (Johannes) und Peter schlossen sich der „Gesellschaft der jungen Leute unter den Gaden“ (... der jungen luede undir den gademen mit andir iren frunden) an, eine patrizische Gesellschaft junger Vertreter der alten Mainzer Geschlechter. Diese geriet in Konflikt mit den Zunftvertretern und beide Gensfleisch-Brüder mussten die Stadt bis zu einer gütlichen Einigung zwischen den Geschlechtern und den Zünften 1335 verlassen. Danach konnten sie wieder zurückkehren.
Friele zum Eselsweck siegelte trotz des später erfolgten Wechsels seines Zunamens weiter mit dem Rafit'schen Siegel, das bereits sein Großvater benutzte. Auch seine Söhne verwendeten es noch, legten sich aber ab der Mitte des 14. Jahrhunderts eigene Siegel zu, so dass der Zuname Rafit auch aus den Urkunden verschwand. Das wahrscheinlich bereits von Friele Rafit selbst ererbte Wappenbildsiegel wies der Überlieferung nach im Siegelfeld den Pilger mit Stab, Schale, Beutel und Gugelmütze sowie Kreuze als Beizeichen auf. Die Siegelumschrift lautet: († S. FRI)LO DICT(...) RAFIT CIWES DE MAGUCIA.
Er starb vor dem 6. Juni 1352, da an diesem Datum sein Sohn Peter eine Urkunde auf das Lehnsrevers über das hanauische Lehen ausstellte.